# 트랙 레코드 스튜디오
트랙 레코드 스튜디오(영어: Track Record Studios)는 1970년대 즈음 캘리포니아주 노스할리우드에 생긴 녹음실이다.
많은 골드 혹은 플래티넘을 인증 받은 음반이 트랙 레코드에서 녹음되었거나 믹스되었다. 처음은 오프스프링의 《Ignition》이었으며, 이후 《Smash》가 플래티넘을 여섯 번 달성하게 된다. 에밀루 해리스의 《Roses in the Snow》, 메가데스의 《Peace Sells... but Who's Buying?》, 레드 핫 칠리 페퍼스의 《Mother's Milk》, 제인스 어딕션의 《Ridual de Lo Habitual》, 소셜 디스토션의 셀프 타이틀 음반, 블링크-182의 《Dude Ranch》, 우 탱 클랜의 《The W》, 에어로스미스의 《Nine Lives》, 알리야의 《One in a Million《, 구 구 돌스의 《Dizzy Up the Girl》, 마룬 5의 《Songs About Jane》, 토리 에이머스의 《Little Earthquakes》, 키스의 《Revenge》, 퀸시 존스의 《Q's Jook Joint》 등이 이곳에서 녹음되었다.
스눕 독은 자신의 첫 두 개의 음반 《Doggystyle》과 《Doggfather》를 트랙 레코드에서 녹음하였고, 투팍 샤커는 사후 발매된 음반 《R U Still Down? (Remeber Me)》와 《Still I Rise》를 사망하기 전 아웃로우즈와 함께 녹음하였다. 이외에도 이곳에서 녹음 혹은 믹싱을 받은 음악가는 슬레이어, 배드 릴리전, 닥터 드레, 아이스 큐브, LL 쿨 J, 사이프러스 힐, Run-D.M.C., 시스템 오브 어 다운, 이기 팝, 머틀리 크루, 림프 비즈킷, 시카고, 스콜피언스, 티토 푸엔테, 쿨리오, 블랙 레이블 소사이어티, 드와이트 요아캄, 핑크와 시위왈라 등이 있다. 이후 2010년 파라마운트 레코딩 스튜디오에 매입되었다.